# World Discoverer
Le World Discoverer est un navire de croisière de 87 mètres construit en 1973 par les chantiers Schichau-Seebeckwerft de Bremerhaven. Il est mis en service en 1975 sous le nom de BEWA Explorerer pour la compagnie BEWA Cruises.
Il s'est échoué le 30 avril 2000 sur les récifs des Îles Salomon.

## Histoire

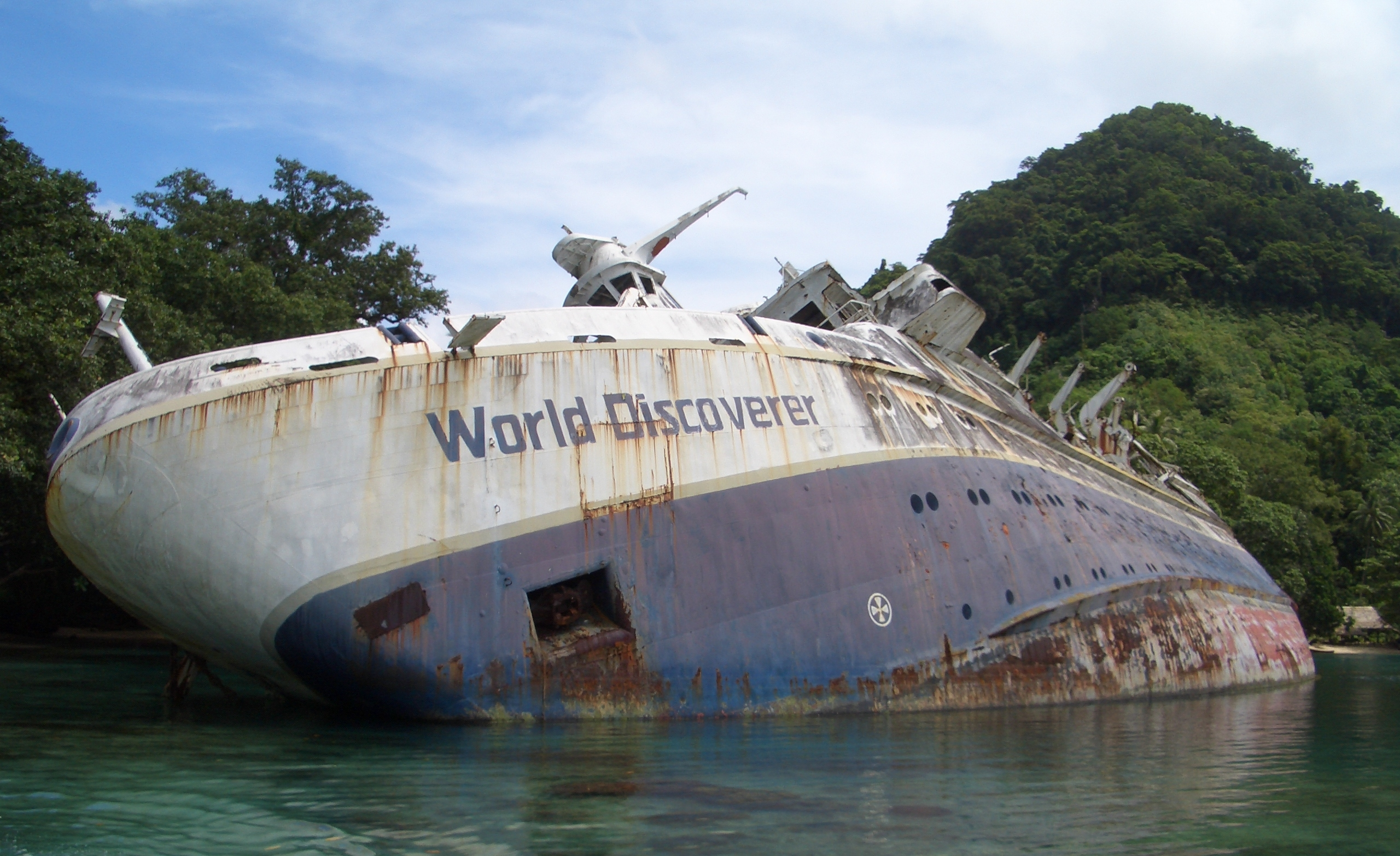
Épave du World Discoverer.

Le World Discoverer est un navire de croisière construit en 1973 par les chantiers Schichau-Seebeckwerft de Bremerhaven. Il est mis en service en 1975 sous le nom de BEWA Explorerer pour la compagnie BEWA Cruises. En juillet 1976, il est vendu à la compagnie libérienne Adventure Cruises et est renommé World Discoverer.

## Sources
- (en) Cet article est partiellement ou en totalité issu de l’article de Wikipédia en anglais intitulé « MS World Discoverer » (voir la liste des auteurs).